# A.J. Dillon
Algiers Jameal William Dillon Jr. (Baltimora, 2 maggio 1998) è un giocatore di football americano statunitense che milita nel ruolo di running back per i Philadelphia Eagles della National Football League (NFL).

## Carriera

### Green Bay Packers
Dillon all'università gioco a football al Boston College dal 2017 al 2019. Fu scelto nel corso del secondo giro (62º assoluto) del Draft NFL 2020 dai Green Bay Packers. Debuttò come professionista nella gara del primo turno contro i Minnesota Vikings correndo 2 volte per 14 yard. Nel penultimo turno in un Lambeau Field innvevato corse 124 yard e segnò due touchdown nella vittoria sui Tennessee Titans, venendo premiato come rookie della settimana. La sua prima stagione si chiuse con 242 yard corse e 2 marcature in 11 presenze, nessuna delle quali come titolare.
Il 27 agosto 2024 Dillon fu inserito in lista infortunati per un problema al collo, perdendo l'intera annata.

### Philadelphia Eagles
Il 12 marzo 2025 Dillon firmó un contratto di un anno con i Philadelphia Eagles.

## Palmarès
- Rookie della settimana: 1

16ª del 2020